# 慕尼黑的库洛斯

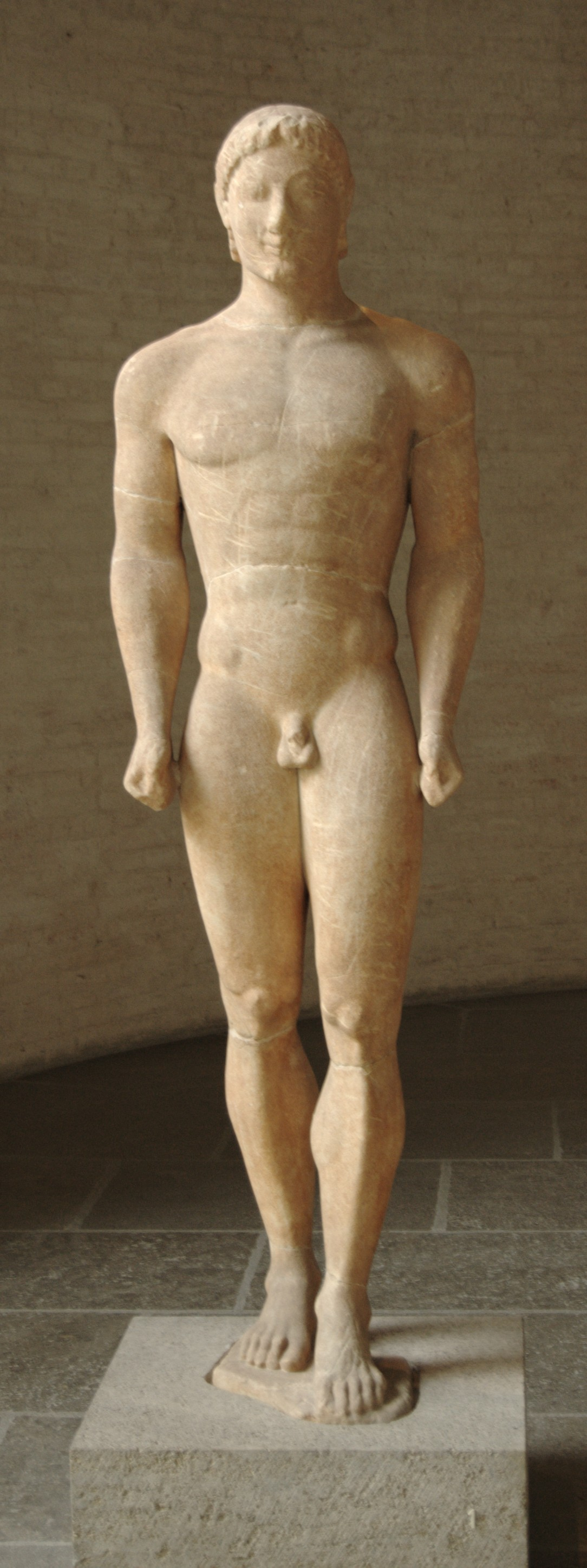
慕尼黑的库洛斯

慕尼黑的库洛斯是一尊古希腊阿提卡地区的青年雕像，被收藏在德国慕尼黑的古代雕塑展览馆，库存编号为169。

## 历史
慕尼黑的库洛斯是皮通12组雕像中几个最早的例子之一，它可以追溯到公元前525年锡夫诺斯宝库建成之前的大约十年。最初它应当被放置在雅典，但不久后就被拆除并埋起来了，这次匆忙的掩埋可能是由于在公元前480年波斯军队攻进雅典并破坏了雅典城的缘故。雕像出土后的1910年，它被慕尼黑的古代雕塑展览馆收购。

## 描述
慕尼黑的库洛斯由帕里安大理石制成，高2.08米（包括底座一共2.11米）。雕像被埋在富含铁的土壤中，因而其表面被染成红褐色。雕像的身材魁梧、描绘了一位留着短发的运动员的形象。 
雕像的脸部丰满，呈椭圆形，从侧面看，它的深度比年代稍早的旧雕像更深。雕像的嘴唇部位呈现出那个时代典型的古老的微笑。它的眼睛是杏仁形的，与时代更早的雕像相比，慕尼黑的库洛斯在耳朵处的刻画更逼真。它的面部有在前额分开的呈螺旋形状的卷发，而早期的青年雕像是长发齐肩的，这是一处明显的不同。
这件雕像宽阔的肩膀在同一水平线上。强壮的手臂与身体平行下垂，前臂略微向前倾斜，双手紧握拳头。雕像的前臂通过大理石桥与雕像身体相连。在雕像背部的处理方面，其示意性的凹陷刻画出从脊柱到侧腹以及肩胛骨的不同肌肉部位，通过这些特征可以看出改雕像的设计是基于更早期雕像的特征。 
雕像的左腿向前，右腿微微后退，没有特征表明这个人物形象正在向前运动。它的腿的位置几乎不影响骨盆的设计，只是在潜移默化中表明骨盆左侧抬高或右侧降低。
基于其风格特征，这件雕像可追溯到公元前540至公元前530年左右，他与同样来自阿提卡的克罗伊索斯青年关系密切。 